# Adam Janowski
Adam Janowski z Opatkowic herbu Strzemię (zm. w 1628 roku) – podsędek krakowski w latach 1623–1628.
Poseł na sejm 1624 roku.